# Матіас Вінья
Маті́ас Нікола́с Ві́нья Сусперре́гуй (ісп. Matías Nicolás Viña Susperreguy, нар. 9 листопада 1997, Емпальме-Ольмос) — уругвайський футболіст, захисник ітлаійського клубу «Рома» і збірної Уругваю. На умовах оренди грає за «Сассуоло».

## Біографія

### Клубна кар'єра
Вихованець столичного клубу «Насьйональ». 2 квітня 2017 року у матчі проти клубу «Бостон Рівер» він дебютував в уругвайській Прімері. У 2019 завоював з «триколірними» Суперкубок Уругваю, а потім допоміг команді виграти і чемпіонат країни.
1 лютого 2020 року Матіас Вінья підписав контракт з бразильським «Палмейрасом». У першому ж сезоні допоміг своїй команді стати чемпіоном штату. У розіграші Кубка Лібертадорес 2020 уругваєць зіграв в 12 матчах і забив два голи, допомігши «зеленим» вдруге в історії виграти цей турнір .
8 серпня 2021 року Матіас Вінья підписав п'ятирічний контракт з італійською «Ромою». Сума трансферу склала € 13 млн без урахування бонусів. Він дебютував за «джаллороссі» 19 серпня у матчі Ліги конференцій проти турецького «Трабзонспора» (2:1). Через три дні він дебютував у Серії А, взяв участь у домашній перемозі над «Фіорентиною» (3:1). 2022 року Вінья допоміг команді виграти дебютний розіграш Ліги конференцій, зігравши в тому числі і у фінальному матчі проти «Феєнорда» (1:0).
Другу половину сезону 2022/23 відіграв в Англії за «Борнмут» на правах оренди, а влітку 2023 року був орендований «Сассуоло», представником італійської Серії A.

### Кар'єра в збірній
У 2017 року Вінья в складі молодіжної збірної Уругваю виграв молодіжний чемпіонат Південної Америки в Еквадорі. На турнірі він зіграв у восьми матчах і у поєдинку проти бразильців на 90+1 хвилині забив гол, який приніс його команді перемогу 2:1.
У тому ж році Вінья взяв участь в молодіжному чемпіонаті світу в Південній Кореї, де зіграв в чотирьох матчах і посів з командою 4 місце.
У вересні 2019 року вперше отримав виклик в національну збірну Уругваю. Дебютував за неї 6 вересня, вийшовши на заміну в товариському матчі проти збірної Коста-Рики на 82-й хвилині замість Дієго Лаксальта. Уругвайці забили гол на останній хвилині і виграли 2:1.
Вінья був включений до складу збірної на Кубок Америки 2021 року. На турнірі зіграв в усіх п'яти іграх своєї команди, яка вилетіла на стадії чвертьфіналу.
Наступного року був учасником чемпіонату світу 2022, де виходив на поле у двох іграх групового етапу.

## Статистика виступів

### Статистика клубних виступів
Станом на 30 серпня 2023
| Сезон                  | Команда                | Чемпіонат              | Чемпіонат | Чемпіонат | Національний кубок | Національний кубок | Національний кубок | Континентальні кубки | Континентальні кубки | Континентальні кубки | Інші змагання | Інші змагання | Інші змагання | Усього | Усього | Усього |
| Сезон                  | Команда                | Ліга                   | Ігор      | Голів     | Ліга               | Ігор               | Голів              | Ліга                 | Ігор                 | Голів                | Ліга          | Ігор          | Голів         | Ігор   | Голів  |        |
| ---------------------- | ---------------------- | ---------------------- | --------- | --------- | ------------------ | ------------------ | ------------------ | -------------------- | -------------------- | -------------------- | ------------- | ------------- | ------------- | ------ | ------ | ------ |
| 2017                   | «Насьйональ»           | ПД                     | 4         | 0         | -                  | -                  | -                  | ЛЧ                   | 0                    | 0                    | -             | -             | -             | 4      | 0      |        |
| 2018                   | «Насьйональ»           | ПД                     | 1         | 0         | -                  | -                  | -                  | ЛЧ                   | 0                    | 0                    | СУ            | 1             | 0             | 2      | 0      |        |
| 2019                   | «Насьйональ»           | ПД                     | 32+2      | 5+0       | -                  | -                  | -                  | ЛЧ                   | 7                    | 0                    | -             | -             | -             | 41     | 5      |        |
| Усього за «Насьйональ» | Усього за «Насьйональ» | Усього за «Насьйональ» | 37+2      | 5+0       |                    | -                  | -                  |                      | 7                    | 0                    |               | 1             | 0             | 47     | 5      |        |
| 2020                   | «Палмейрас»            | A+ЛП                   | 23+6      | 1+0       | КБ                 | 6                  | 0                  | ЛЧ                   | 12                   | 2                    | -             | -             | -             | 47     | 3      |        |
| січ.-серп. 2021        | «Палмейрас»            | A+ЛП                   | 4+10      | 0+1       | КБ                 | 0                  | 0                  | ЛЧ                   | 3                    | 1                    | СКБ+КЧС+РПА   | 1+2+2         | 0             | 22     | 2      |        |
| Усього за «Палмейрас»  | Усього за «Палмейрас»  | Усього за «Палмейрас»  | 27+16     | 1+1       |                    | 6                  | 0                  |                      | 15                   | 3                    |               | 5             | 0             | 69     | 5      |        |
| 2021–22                | «Рома»                 | A                      | 26        | 0         | КІ                 | 2                  | 0                  | ЛК                   | 9                    | 0                    | -             | -             | -             | 37     | 0      |        |
| 2022-січ. 2023         | «Рома»                 | A                      | 3         | 0         | КІ                 | 0                  | 0                  | ЛЄ                   | 4                    | 0                    | -             | -             | -             | 7      | 0      |        |
| Усього за «Рому»       | Усього за «Рому»       | Усього за «Рому»       | 29        | 0         |                    | 2                  | 0                  |                      | 13                   | 0                    |               | -             | -             | 44     | 0      |        |
| січ.-черв. 2023        | «Борнмут»              | ПЛ                     | 12        | 2         | КА+КЛ              | -                  | -                  |                      | -                    | -                    |               | -             | -             | 12     | 2      |        |
| 2023–24                | «Сассуоло»             | A                      | 2         | 0         | КІ                 | 1                  | 0                  | -                    | -                    | -                    | -             | -             | -             | 3      | 0      |        |
| Усього за кар'єру      | Усього за кар'єру      | Усього за кар'єру      | 125       | 9         |                    | 9                  | 0                  |                      | 35                   | 3                    |               | 6             | 0             | 175    | 12     |        |

### Статистика виступів за збірну
Станом на 30 серпня 2023
| Дата       | Місто                   | Господарі      | Результат               | Гості          | Турнір                          | Голи | Примітки |
| ---------- | ----------------------- | -------------- | ----------------------- | -------------- | ------------------------------- | ---- | -------- |
| 7-9-2019   | Сан-Хосе                | Коста-Рика     | 1 – 2                   | Уругвай        | товариський матч                | -    | 82'      |
| 10-9-2019  | Сент-Луїс               | США            | 1 – 1                   | Уругвай        | товариський матч                | -    |          |
| 12-10-2019 | Монтевідео              | Уругвай        | 1 – 0                   | Перу           | товариський матч                | -    | 79'      |
| 15-10-2019 | Ліма                    | Перу           | 1 – 1                   | Уругвай        | товариський матч                | -    | 46'      |
| 15-11-2019 | Будапешт                | Угорщина       | 1 – 2                   | Уругвай        | товариський матч                | -    | 68'      |
| 18-11-2019 | Тель-Авів               | Аргентина      | 2 – 2                   | Уругвай        | товариський матч                | -    |          |
| 8-10-2020  | Монтевідео              | Уругвай        | 2 – 1                   | Чилі           | Відбір до ЧС 2022               | -    |          |
| 13-10-2020 | Кіто                    | Еквадор        | 4 – 2                   | Уругвай        | Відбір до ЧС 2022               | -    |          |
| 13-11-2020 | Барранкілья             | Колумбія       | 0 – 3                   | Уругвай        | Відбір до ЧС 2022               | -    |          |
| 3-6-2021   | Монтевідео              | Уругвай        | 0 – 0                   | Парагвай       | Відбір до ЧС 2022               | -    | 83'      |
| 8-6-2021   | Каракас                 | Венесуела      | 0 – 0                   | Уругвай        | Відбір до ЧС 2022               | -    | 46'      |
| 18-6-2021  | Бразиліа                | Аргентина      | 1 – 0                   | Уругвай        | Копа Америка 2021 - 1-й етап    | -    |          |
| 21-6-2021  | Куяба                   | Уругвай        | 1 – 1                   | Чилі           | Копа Америка 2021 - 1-й етап    | -    | 85'      |
| 24-6-2021  | Куяба                   | Болівія        | 0 – 2                   | Уругвай        | Копа Америка 2021 - 1-й етап    | -    |          |
| 28-6-2021  | Ріо-де-Жанейро          | Уругвай        | 1 – 0                   | Парагвай       | Копа Америка 2021 - 1-й етап    | -    |          |
| 2-7-2021   | Бразиліа                | Уругвай        | 0 – 0 д.ч. (2 – 4 п.п.) | Колумбія       | Копа Америка 2021 - чвертьфінал | -    |          |
| 2-9-2021   | Ліма                    | Перу           | 1 – 1                   | Уругвай        | Відбір до ЧС 2022               | -    | 71'      |
| 9-9-2021   | Монтевідео              | Уругвай        | 1 – 0                   | Еквадор        | Відбір до ЧС 2022               | -    | 73'      |
| 7-10-2021  | Монтевідео              | Уругвай        | 0 – 0                   | Колумбія       | Відбір до ЧС 2022               | -    |          |
| 10-10-2021 | Буенос-Айрес            | Аргентина      | 3 – 0                   | Уругвай        | Відбір до ЧС 2022               | -    | 75'      |
| 14-10-2021 | Манаус                  | Бразилія       | 4 – 1                   | Уругвай        | Відбір до ЧС 2022               | -    | 46'      |
| 29-3-2022  | Сантьяго                | Чилі           | 0 – 2                   | Уругвай        | Відбір до ЧС 2022               | -    |          |
| 5-6-2022   | Канзас-Сіті             | США            | 0 – 0                   | Уругвай        | товариський матч                | -    |          |
| 11-6-2022  | Монтевідео              | Уругвай        | 5 – 0                   | Панама         | товариський матч                | -    | 38'      |
| 23-9-2022  | Санкт-Пельтен           | Іран           | 1 – 0                   | Уругвай        | товариський матч                | -    | 85'      |
| 27-9-2022  | Братислава              | Канада         | 0 – 2                   | Уругвай        | товариський матч                | -    | 73'      |
| 24-11-2022 | Ер-Раян (муніципалітет) | Уругвай        | 0 – 0                   | Південна Корея | ЧС 2022 - 1-й етап              | -    | 79'      |
| 28-11-2022 | Лусаїл                  | Португалія     | 2 – 0                   | Уругвай        | ЧС 2022 - 1-й етап              | -    | 86'      |
| 28-3-2023  | Сеул                    | Південна Корея | 1 – 2                   | Уругвай        | товариський матч                | -    | 89'      |
| 14-6-2023  | Монтевідео              | Уругвай        | 4 – 1                   | Нікарагуа      | товариський матч                | -    | кап.     |
| Усього     |                         | Матчів         | 30                      |                | Голів                           | 0    |          |

## Титули та досягнення
- Чемпіон Уругваю (1): 2019
- Володар Суперкубка Уругваю (1): 2019
- Чемпіон штату Сан-Паулу (1): 2020
- Володар Кубка Лібертадорес (1): 2020
- Переможець Ліги конференцій УЄФА (1): 2021/22

Збірні
- Чемпіон Південної Америки серед молоді (1): 2017
- Бронзовий призер Кубка Америки: 2024[14]